# Auberville-la-Manuel
Auberville-la-Manuel település Franciaországban, Seine-Maritime megyében. Lakosainak száma 138 fő (2022. január 1.). Auberville-la-Manuel Veulettes-sur-Mer, Malleville-les-Grès, Saint-Martin-aux-Buneaux és Butot-Vénesville községekkel határos.

## Népesség
A település népességének változása:
| Lakosok száma | 116  | 124  | 129  | 130  | 133  | 138  | 138  | 138  | 138  |
|               | 2013 | 2015 | 2016 | 2017 | 2018 | 2019 | 2020 | 2021 | 2022 |